# Robert Mercer Taliaferro Hunter

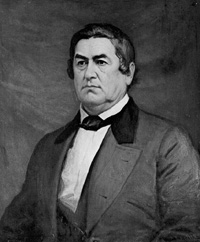
Robert Mercer Taliaferro Hunter

Robert Mercer Taliaferro Hunter (* 21. April 1809 in Mount Pleasant, Essex County, Virginia; † 18. Juli 1887 in Lloyds, Virginia) war ein US-amerikanischer Politiker und Außenminister der Konföderierten Staaten von Amerika (CSA) sowie der 18. Sprecher des US-Repräsentantenhauses.

## Herkunft und Werdegang
Hunter war der Sohn von James und Maria (Garnett) Hunter und stammte damit von einer Anzahl führender Familien des alten Virginia ab. Mount Pleasant war eines dieser großen Landgüter und stammte aus dem Besitz der Familie der Mutter. Seine Eltern ließen ihn durch einen Privatlehrer unterrichten. Er machte seine Abschlüsse 1829 an der University of Virginia und 1830 an der Winchester Law School. Sein Lehrer an der Law School war der leidenschaftlich für die Rechte der Einzelstaaten eintretende Richter Henry St. George Tucker. Im Jahr seines Juraabschlusses wurde er in Virginia auch als Rechtsanwalt zugelassen.
Am 4. Oktober 1836 heiratete er Mary Evelina Danbridge. Aus dieser Ehe gingen acht Kinder hervor. Ein Sohn, Robert jr., verstarb während seiner Amtszeit als Außenminister.

## Politische Laufbahn
Am Beginn seiner politischen Karriere bewies Hunter seine Ambivalenz in der Tatsache, dass er sich zuerst weigerte, in eine Partei einzutreten. Deshalb saß er auch als Parteiloser in der Zeit von 1834 bis 1835 im Abgeordnetenhaus von Virginia und von 1835 bis 1837 im Senat von Virginia. 1837 zog er als States’ Rights Whig in das Repräsentantenhaus der Vereinigten Staaten ein. 1839 wurde er zum Vorsitzenden dieses Parlaments gewählt, aber 1841 nicht wiedergewählt. Er blieb aber bis 1843 im Repräsentantenhaus. Nachdem er ein Anhänger von John C. Calhoun und States’ Rights Demokrat geworden war, verlor er bei der Wahl 1842, wurde aber 1844 wieder in das US-Abgeordnetenhaus gewählt. Vor Ende seines Mandates wurde er in den US-Senat gewählt und trat am 4. März 1837 sein Amt an. In dieser Zeit schwankte er immer wieder in seinen politischen Überzeugungen. Einerseits gefiel er sich in der Rolle eines überzeugten Unionisten, andererseits hatte er nichts gegen die Spaltung der USA in Nord- und Südstaaten. Sein Abstimmungsverhalten war auch nicht festgelegt. Mal stimmte er mit den südlichen Interessenvertretern, mal mit den Republikanern und den Abolitionisten. Hunter befürwortete die Annexion von Texas, das Steuergesetz von 1857 und ebenfalls die Lecompton Verfassung, 1857 als Vorschlag für den zu bildenden Staat Kansas. Sie erlaubte die Sklaverei und verbot dem Gesetzgeber diese aufzuheben. Von 1850 bis 1861 war Hunter auch Vorsitzender des Senatsfinanzausschusses. Sowohl Franklin Pierce als auch James Buchanan boten ihm das Amt des Außenministers an, doch er lehnte beide Male ab. 1860 bewarb er sich vergeblich um die Präsidentschaftskandidatur auf dem 8. Parteitag der Demokraten. Nachdem er alle Hoffnungen auf einen Kompromiss mit dem Norden verloren hatte, unterstützte er 1860 John Cabell Breckinridge bei der Präsidentschaftswahl.

## Sezessionszeit
Hunter befürwortete die Sezession von Virginia und trat im März 1861 als US-Senator zurück. Er wurde als Delegierter für Virginia in den provisorischen Konföderiertenkongress gewählt. In diesem Kongress war er Mitglied des Finanzausschusses und befürwortete den Wechsel der Hauptstadt nach Richmond. In dieser Zeit war er ein energischer Unterstützer der konföderierten Regierung. Doch das konnte auf Grund seines opportunistischen Charakters nicht von Dauer sein. Nach dem Rücktritt von Robert Augustus Toombs am 25. Juli 1861 machte ihn Jefferson Davis als Außenminister zu dessen Nachfolger. Hunter versuchte, die Unterstützung von Spanien für die Konföderierten zu gewinnen. Er ließ in den diplomatischen Schreiben die Prinzipien einer Selbstregierung aus der Sicht der Konföderierten erklären. In dieser Zeit war Hunter noch immer ein entschlossener Unterstützer des CS-Präsidenten. Dennoch trat er am 22. Februar 1862 von seinem Amt zurück, um in den CS-Senat, in den er für Virginia gewählt worden war, zurückzukehren. 1864 wurde er wiedergewählt. Dort fungierte er auch beides Mal als Präsident pro tem. Er war Mitglied des Konferenz-, des Finanz- und des Ausschusses für Äußere Angelegenheiten. Er war einerseits für die Erhebung von Steuern, lehnte aber andererseits jede Steuererhöhung ab. Er war für die Einberufung aller älteren und jüngeren Männer zum Militär, doch zugleich forderte er großzügige Ausnahmen davon. Er verlangte eine strenge Kontrolle der Inflation, doch zugleich förderte er das Drucken von immer mehr Geldscheinen. Er war für die Aufhebung der Habeas-Corpus-Akte. Er verweigerte aber dem CS-Präsidenten das Recht, unbegrenzten Gebrauch seiner durch diese Aufhebung erlangten Vollmachten zu machen. Er trat energisch für Gesetze zur Beschlagnahme von Eigentum ein, doch war er gegen jede Bewaffnung von Sklaven. Letztendlich brach Hunter mit Davis wegen der Frage der Sklavenbefreiung. Am 3. Februar 1865 versuchte er zusammen mit CS-Vizepräsident Alexander Hamilton Stephens und dem stellvertretenden Kriegsminister John Archibald Campbell auf der Hampton-Roads-Konferenz zu einem Verständigungsfrieden mit dem Norden zu kommen. Doch dieser verzichtete, da der Krieg ja praktisch schon gewonnen war. Die Verständigung scheiterte auch an der „Alles oder nichts“-Haltung des CS-Präsidenten Davis in der Frage der Unabhängigkeit des Südens. Nachdem die Konföderierte Regierung zusammengebrochen war, kapitulierte Hunter am 1. Mai 1865 und wurde sieben Monate in Fort Pulaski im Hafen von Savannah, Georgia interniert. In dieser Zeit zerstörte der US-General Benjamin Franklin Butler systematisch dessen Landsitz, was auch die von den Nordstaaten zuvor befreiten afroamerikanischen Exsklaven von Hunter in Not und Elend stürzte.

## Nachkriegszeit
Nach seiner Entlassung kehrte Hunter wieder in das verwüstete Essex County zurück und nahm seinen Beruf als Anwalt wieder auf. 1874 kandidierte er für den US-Senat, doch verlor er die Wahl. Von 1877 bis 1880 war er Finanzminister (Treasurer) von Virginia und 1886 Zolleinnehmer im Hafen von Tappahannock. Durch die Veröffentlichung eines Artikels in den Southern Historical Society Papers wurde er noch in eine Kontroverse mit Jefferson Davis verwickelt. Er verstarb am 18. Juli 1887 in Lloyds und wurde auf Elmwood nahe Loretto auf dem Begräbnisplatz der Familie begraben.